# لومينوزا بويولو
لومينوزا بويولو (من مواليد 3 يوليو 1995) هي لاعبة حواجز إيطالية فازت بميدالية ذهبية في دورة الألعاب الجامعية الصيفية 2019 وميدالية فضية في دورة ألعاب البحر الأبيض المتوسط 2018.
أصبحت لومينوزا بويولو الحائزة على جائزة باوهاوس جالان في ستوكهولم في عام 2020، أول امرأة إيطالية في التاريخ تفوز بتدريب داخلي في الدوري الماسي. شاركت في دورة الألعاب الأولمبية الصيفية 2020، في سباق 100 متر حواجز.